# Pedicularis ganpinensis
Pedicularis ganpinensis là loài thực vật có hoa thuộc họ Cỏ chổi. Loài này được Vaniot mô tả khoa học đầu tiên năm 1904.